# X-Ray Spex
X-Ray Spex (укр. Екс-Рей Спекс, в пер. з англ. Рентгенівські окуляри) — британський панк-рок-гурт нової хвилі, заснований в 1976 році в Лондоні.
До першого розпаду групи (з 1976 по 1979) гуртом було записано тільки п'ять синглів і один альбом. Проте, їх перший сингл «Oh Bondage Up Yours!», як і альбом «Germfree Adolescents», зараз визнані класичними записами у жанрі панк-рок.

## Історія
З самого початку в складі групи були: вокалістка Полі Стайрін, справжнє ім'я — Меріенн Елліот; гітарист Джек Ейрпорт, він же Джек Стеффорд; басист Пол Дін; барабанщик Пол 'Б. П.' Хардінг; і саксафоністка Лора Лоджик, справжнє ім'я — Сьюзан Вітбі. Саксофон, абсолютно нетиповий для панк-року інструмент, став однією з відмінних рис групи. Проте Лора грала лише на одному із записів гурту. Оскільки їй було лише п'ятнадцять, грати на саксофоні було захопленням, і вона покинула гурт щоб закінчити освіту.
Другою особливістю став вокал Полі Стайрін, його описували, як «досить потужний, щоб свердлити дірки в металі». Народилася Стайрін в 1957 році в Бромлі, одному з передмість Лондона. Під ім'ям Мері Елліот в 1976 році Полі випустила альбом в стилі реггі «Silly Billy». Вперше почувши виступ гурту «Sex Pistols» в Гастінгсі, Стайрін надихнулася ідеєю створити власну групу. Полі Стайрін стала обличчям гурту «X-Ray Spex» і до цього дня залишається однією з найяскравіших жінок, коли-небудь були присутні на панк-рок-сцені. За перші 100 днів існування гурт двічі грав в легендарному лондонському панк-клубі «The Roxy».
У вересні 1977 року запис «Oh Bondage Up Yours!» вийшов у вигляді синглу. У листопаді 1978 року гурт випустив свій дебютний альбом «Germ Free Adolescents».
Після розпаду у 1979 році, у 1988 Полі Стайрін, Джек Ейрпорт, Мік Суїні та Лора Лоджик вирішили відтворити гурт. В якості заміни ударника був запрошений Пол Меррон, у якого була електронна драм-машина і власна невелика студія. Але всі плани порушив несподіваний перелом руки Джека.
У 1991 році «X-Ray Spex» знову зібралися заради концерту в Брікстонській академії.
У 1995 році було ще одне возз'єднання, тоді Стайрін, Дін та Лоджик випустили альбом «Conscious Consumer», який, однак, не приніс комерційного успіху.
Останній концерт гурту відбувся 6 вересня 2008 року в концертному залі «The Roundhouse» в Лондоні і мав колосальний успіх.
Полі Стайрін померла від раку хребта та раку молочної залози 25 квітня 2011 року в Східному Сассексі, Англія.

## Дискографія

### Альбоми
- Germfree Adolescents[en], 1978
- Conscious Consumer[en], 1995

### Сингли
- Oh Bondage, Up Yours, 1977
- The Day The World Turned Day-Glo, 1978 (#23 UK)
- Identity, 1978 (#24)
- Germ Free Adolescents, 1978 (#19 UK)
- Highly Inflammable, 1979 (#45 UK)